# Isla La Monja
La Isla La Monja (o Monje de Feno) es una pequeña isla deshabitada cerca de la entrada a la bahía de Manila, en Filipinas forma parte de la jurisdicción de la ciudad de Cavite. Se encuentra a varios kilómetros al sureste de Mariveles, Bataan, y se ha mantenido intacta en comparación con otras islas cercanas , que han sido utilizados como instalaciones militares en los últimos cuatro siglos.
El 18 de mayo de 2012, un piloto y su copiloto murieron cuando un avión Aermacchi SF.260 perteneciente a la Fuerza Aérea de Filipinas se estrelló cerca de la isla.